# Lachnum pulverulentum
Lachnum pulverulentum är en svampart som först beskrevs av Marie Anne Libert, och fick sitt nu gällande namn av Petter Adolf Karsten 1871. Lachnum pulverulentum ingår i släktet Lachnum och familjen Hyaloscyphaceae.   Inga underarter finns listade i Catalogue of Life.
I den svenska databasen Dyntaxa används istället namnet Dasyscyphella pulverulenta för samma taxon.  Arten är reproducerande i Sverige.